# ビルボバス
ビルボバス（スペイン語: Bilbobus）は、スペイン・バスク州ビスカヤ県の、ビルバオを中心とするビルバオ都市圏で運行されている路線バスである。ビルボとはビルバオのバスク語名である。クレディトランス（プリペイドカード）が使用できる。

## 運行

### 路線
ビルバオ市議会によって所有され、2008年5月からベオリア交通によって運行されている。ビルボバスは赤色の車体と白色の文字で識別される（ビスカイバスの車体は黄色）。ビルバオ市内に28の主要路線を持っており、通常のバスが走れないほど狭い通りで結ばれた各地区と市中心部を結ぶ8の小規模路線がある。さらにガウチョリと呼ばれる8の夜間路線を持つ。そのサービスの卓越性を評価され、近年には欧州連合の賞を受賞した。

### 切符
バスク自治州政府によって運行されるビルバオ近郊の交通ネットワークの一部であり、メトロ・ビルバオ（地下鉄）、ビルバオ・トラム（路面電車）などもネットワークに含まれる。レンフェ（スペイン国鉄）、スペイン狭軌鉄道(FEVE)、バスク鉄道などの従来型の鉄道やビスカイバスなども含め、各輸送機関ではクレディトランスというプリペイドカードが使用できる。
クレディトランスは5ユーロ、10ユーロ、15ユーロ分のプリペイドカード機能を持ち、クレディトランスを使用する場合は1乗車あたり55セントの定額で、乗車のたびに金額が差し引かれる。クレディトランスはトラムの停留所、キオスク、タバコ屋などで購入できる。

## 乗客数
1995年にメトロ・ビルバオ（地下鉄）が開業すると、ビルボバスの乗客数は年間3,200万人から2,900万人に減少した。1997年にメトロがサントゥチュ地区に延伸すると、ビルボバスの乗客数の減少が加速し、1999年には2,300万人を下回った。一部の路線は減便され、使用されるバスの台数も削減された。その後、路線の再編成やサービスの改善などが行われ、2000年代半ばには乗客数が再び増加し始めた。

## ギャラリー

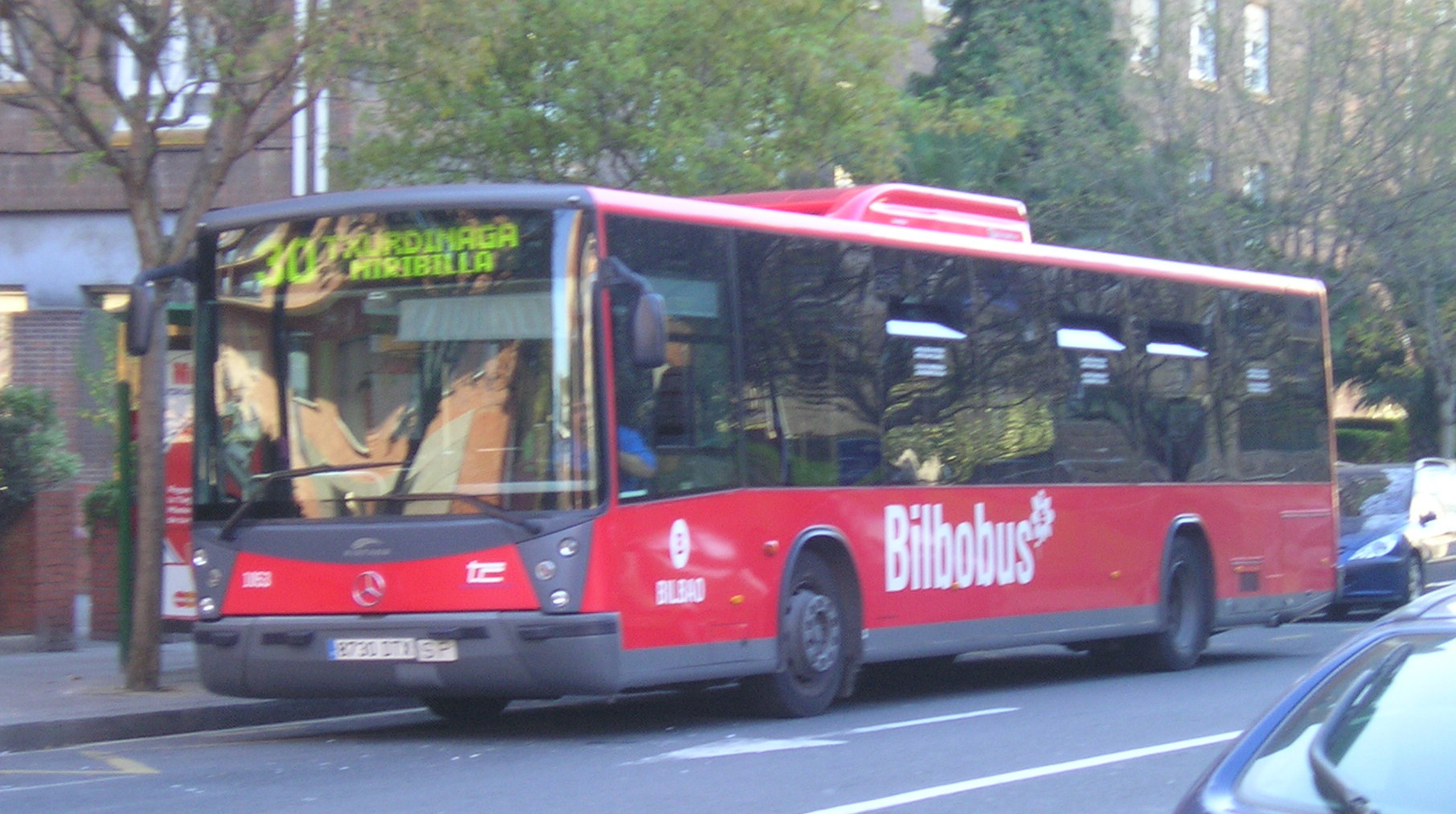
チュルディナガ付近を走るバス
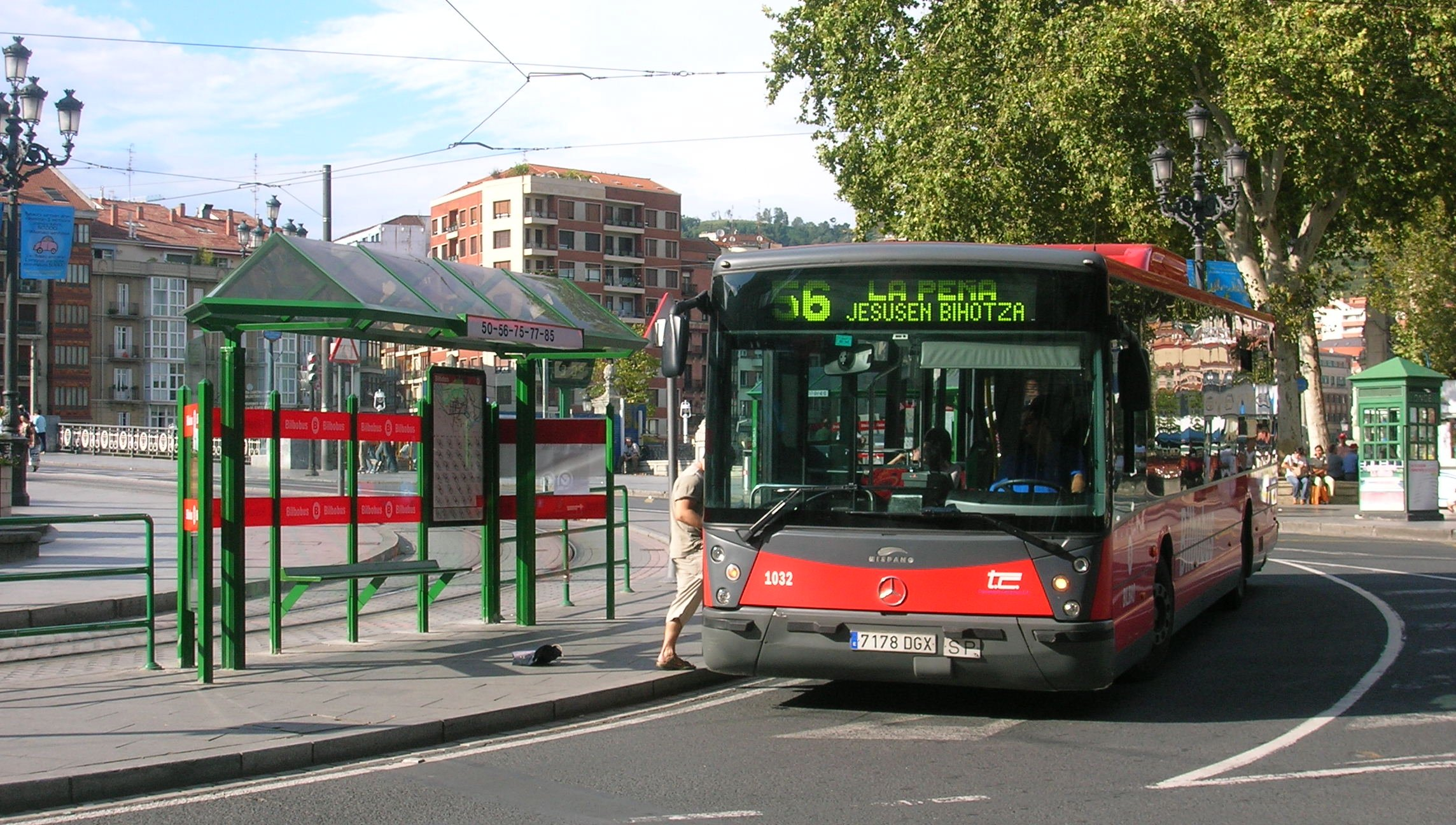
激しいピストンを特徴とする56番系統
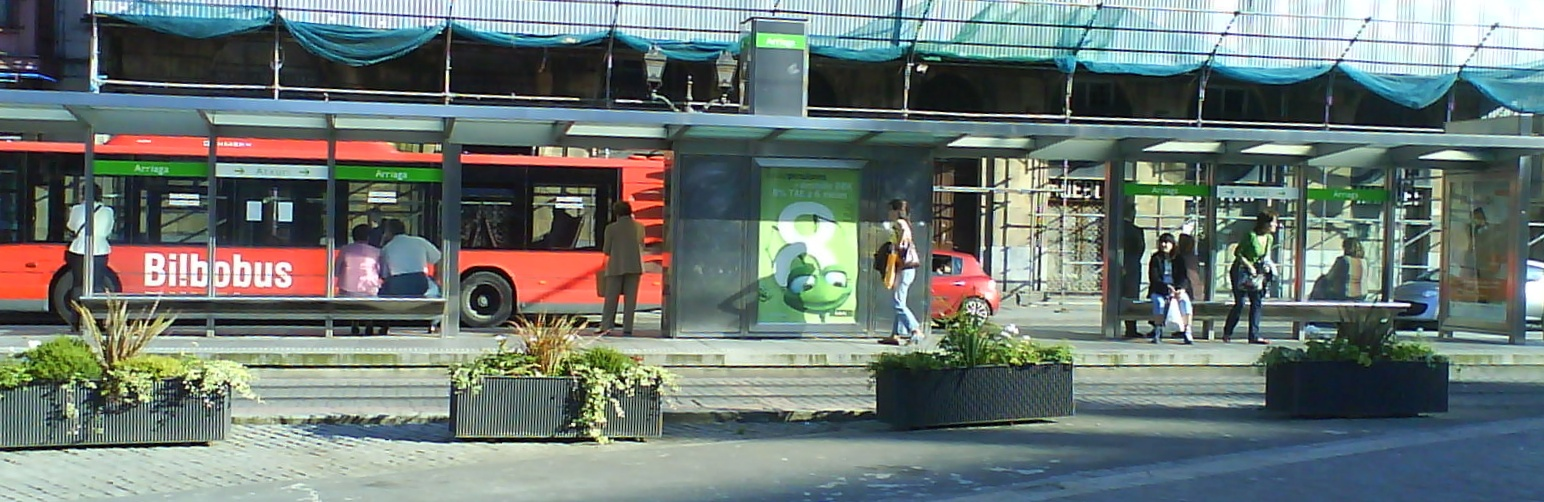
バス停にたたずむ母娘